# Cucullia biornata
Cucullia biornata is een vlinder uit de familie uilen (Noctuidae). De wetenschappelijke naam is voor het eerst geldig gepubliceerd in 1840 door Fischer von Waldheim.
De soort komt voor in Europa.